# 少男老爸
《少男老爸》（英語：Baby Daddy）是ABC家庭／Freeform自製的情境喜劇影集，由讓-盧克·比洛多主演，於2012年6月20日首播(美國)。本劇集在2012年2月2日預訂製作。並於2012年3月28日開始製作。2012年8月17日，宣布本劇續訂第二季，並於2013年5月29日首播。
在2013年3月22日，在第二季首播前兩個月，ABC Family電視台宣布本劇續訂第三季。2014年3月17日，宣布本劇續訂第四季。2015年2月27日宣布續訂第五季。2016年6月27日，Freeform宣布續訂第6季。

## 劇情大綱
本劇的主角班，一個二十幾歲的年輕人，在酒吧當酒保。有一天他驚訝地發現他的家門口多了一個小嬰兒，是以前一夜情的結果。經過百般考量之後，最後班決定接受這個小孩。故事劇情圍繞在班，和班的哥哥丹尼，還有班的媽媽邦妮以及室友塔克，以及從小到大的好朋友萊麗之間的生活。

## 主要角色
- 班哲明‧邦‧喬飛‧「班」‧惠勒(Benjamin Bon Jovi "Ben" Wheeler)[9](讓-盧克·比洛多飾演): 本劇的主角。叫做邦喬飛是因為他媽媽邦妮喜歡邦喬飛的關係。一個二十幾歲的年輕人，跟他的好朋友塔克以及大哥丹尼一起住在紐約的一棟公寓裡，平常的工作是在酒吧當酒保。有一天回家的時候發現家門口多了一個小女嬰，上面留下字條顯示是他的小孩，而母親則是以前的一夜情的對象。經過考量，班決定撫養他的女兒，成為一個單身父親。在第一季的時候，班不知道萊麗暗戀他，而跟一位在托嬰中心工作的女子梅根交往，最後兩人分手。在第二季的時候班發現他愛上了萊麗，在第二季第十五集的時候兩人終於開始交往。第三季時班與萊麗曾經分手，但第三季末時，兩人又重新在一起。

- 塔克(Tucker Dobbs) (Tahj Mowry飾演): 班的好朋友與室友。塔克是一位對大家都很友善的人，他和邦妮是唯二知道丹尼暗戀萊麗的人。塔克有一個分分合合的女朋友，薇妮莎(Vanessa)。塔克目前擔任電視製作人，但他爸原本希望他能夠當律師。塔克大學時曾經結過婚。第四季時，塔克與他們的公寓的樓長珊卓上床，並且很快地分手。
- 丹尼爾「丹尼」‧J.‧惠勒(Daniel "Danny" J. Wheeler) (德瑞克·喜勒飾演): 班的大哥，一個職業冰上曲棍球球員。他被交易到紐約遊騎兵隊。班非常崇拜這個大哥，因為丹尼身材高大，又是運動員，很受女性歡迎。丹尼是唯一知道萊麗暗戀班的人。但是萊麗不知道丹尼暗戀她。所以每當萊麗跟丹尼討論班的時候，丹尼都感到不自在。但是後來丹尼跟一位心理醫生艾咪交往，之後分手。在第三季時，由於萊麗的緣故認識來自英國的喬琪，在第三季末，喬琪表示要離開美國前往巴黎工作，丹尼便決定前往巴黎。在與萊麗道別的時候，兩人差點接吻。然而第四季時，喬琪甩了丹尼。丹尼在第四季時知道萊麗喜歡他。
- 邦妮‧惠勒(Bonnie Wheeler) (Melissa Peterman飾演): 班和丹尼的母親。邦妮以前曾經想當模特兒，但是有了丹尼之後就放棄。她原本不認為班可以擔任一位父親。邦妮很喜歡邦喬飛，所以把班的名字取名為邦喬飛。邦妮原本是丹尼的經紀人，後來改成房地產經紀人。邦妮和塔克是唯二知道丹尼暗戀萊麗的人。
- 萊麗‧派林(Riley Perrin) (Chelsea Kane飾演): 班和丹尼從小到大的女性好友。不過據說過去萊麗非常的胖，後來才減肥成功，所以一開始班認不出來。萊麗來到紐約是為了念法律學校，試圖考上律師。萊麗從以前就一直暗戀班，但是只有丹尼知道這件事。在第二季第十五集的時候兩人終於開始交往。第三季時班與萊麗曾經分手，但第三季末時，兩人又重新在一起。但是在第三季末，萊麗似乎已經知道丹尼一直暗戀她。

## 常設配角
- 艾咪‧蕭 醫生(Dr. Amy Shaw) (萊西·察伯特飾演): 第二季現身。一位紐約遊騎兵隊的心理醫生，曾經跟丹尼交往。但是她懷疑萊麗是丹尼暗戀的對象，最後她知道丹尼還是喜歡萊麗，於是兩人就分手。第三季時，班把艾咪找回來，艾咪表示她已經訂婚了。
- 費奇(Fitch Douglas) (馬特·達拉斯飾演): 第二季現身。萊麗短暫交往過的一個百萬富翁的兒子，但是過不久他就因為在非洲失蹤，大家都以為他死了，還請萊麗擔任喪禮的主講，但是在喪禮現場他忽然出現，把眾人都嚇了一跳。最後兩人確定分手。第三季時，萊麗與班吵架分手後，萊麗把費奇找回來。
- 雷‧惠勒(Ray Wheeler) (葛瑞·葛蘭伯（英语：Greg Grunberg）飾演): 班和丹尼的爸爸。他和邦妮多年前離婚，後來他才向大家承認原來他是同性戀者，還有一位男朋友叫做史提夫(Steve)。邦妮最後很開心，因為不是因為她的錯才離婚。
- 艾瑪‧惠勒(Emma Wheeler) (第一季由Ali 與 Suzy Hartman擔任；第二季由 Mila 與 Zoey Beske 分別擔任；第三季時由Ember 與 Harper Husak 分別擔任；第四季時由Sura 與 Kayleigh Harris 分別擔任): 班的小女兒，隨著時間過去，目前已經會說簡單的單字。
- 梅根(Megan) (格雷絲·菲普斯飾演): 第二季現身。一位托嬰公司的員工，因為班需要替艾瑪托嬰而認識，兩人短暫交往過一陣子，最後因為班差點弄丟她的狗而分手。
- 安琪拉(Angela) (咪咪·集普納飾演)：艾瑪的親生母親以及班的前女友。在艾瑪三個月大的時候她把艾瑪交給班，然而在第三季的時候，邦妮將安琪拉找回來，班與安琪拉兩人共同監護艾瑪一陣子，之後安琪拉還是留言離開。安琪拉是一位女演員。
- 布拉德(Brad) (彼德・波堤（英语：Peter Porte）飾演): 一位帥氣的房地產經紀人，因為邦妮第三季時也做房地產經紀人因而認識並短暫交往。布拉德有一位雙胞胎兄弟「泰德」(Tad)，因為剛好在酒吧認識萊麗，因此萊麗與邦妮以為布拉德是個騙子。在第四季時，丹尼曾經住在布拉德家中一陣子。
- 瑪莉哈特(Mary Hart)(Mary Hart飾演)：塔克擔任製作人的「瑪莉哈特秀」的主持人，性情古怪，不喜歡聽到濕潤(Moist)這個詞。
- 飛利浦(Philip Farlow) (克里斯多福·奧謝（英语：Christopher O'Shea）飾演): 一位英國的大學教授，在第三季時與萊麗開始交往，但最後他發現萊麗還是喜歡班因此跟萊麗分手。
- 喬琪(Georgie Farlow) (瑪洛莉·詹森飾演): 飛利浦的姊姊，因為飛利浦與萊麗交往的關係與班等人認識。一開始班與喬琪約會，而喬琪認識丹尼之後兩人一見鍾情，因此造成班與丹尼兩人短暫爭執。最後喬琪與丹尼開始交往。喬琪在Vogue雜誌工作。她並不喜歡萊麗，雖然丹尼曾經努力過。在第三季最後，喬琪表示要調職到巴黎，而丹尼表示要與她一同一起去。在第四季時，以電話留言與丹尼分手。
- 珊卓(Sondra) (Rachna Khatau飾演): 一位住同一棟公寓的女鄰居，說話速度很快，而且音調很高。她首次出現在第二季，她曾經參加班的凱拉與班的嬰兒小組。第三季時，她是樓長，並且阻止班與塔克等人在樓頂玩。第四季時，她由於懷疑老公出軌，所以一時之間與塔克也出軌。
- 羅賓(Robyn) (Christa B. Allen飾演)：第四季現身，原本是萊麗的同事，後來與丹尼見面後兩人開始交往。交往過程中，丹尼很擔心羅賓會喜歡班，所以發生了不少事讓羅賓很生氣。而邦妮也因為不喜歡羅賓，所以最後兩人分手。

## 分集介紹
| 季數 | 季數 | 集數 | 集數         | 原始播映日期   | 原始播映日期   | 電視網     |
| 季數 | 季數 | 集數 | 集數         | 首播           | 季終           | 電視網     |
| ---- | ---- | ---- | ------------ | -------------- | -------------- | ---------- |
|      | 1    | 10   | 10           | 2012年6月20日  | 2012年8月29日  | ABC Family |
|      | 2    | 16   | 16           | 2013年5月29日  | 2013年12月11日 | ABC Family |
|      | 3    | 21   | 21           | 2014年1月15日  | 2014年6月18日  | ABC Family |
|      | 4    | 22   | 12           | 2014年10月22日 | 2015年3月18日  | ABC Family |
| 10   | 4    | 22   | 2015年6月3日 | 2015年8月5日   |                | ABC Family |
|      | 5    | 20   | 20           | 2016年2月3日   | 2016年8月3日   | Freeform   |
|      | 6    | 11   | 11           | 2017年3月13日  | 2017年5月22日  | Freeform   |

## 外部連結
- 官方网站
- 互联网电影数据库（IMDb）上《少男老爸》的资料（英文）